# ريمون أوتشوا
ريمون أوتشوا (بالإنجليزية: Raymond Ochoa )‏ (و. 2001  م) هو مؤدي أصوات، وممثل أفلام، وممثل تلفزي أمريكي، ولد في سان دييغو.

## وصلات خارجية
- ريمون أوتشوا على موقع IMDb (الإنجليزية)
- ريمون أوتشوا على موقع قاعدة بيانات الفيلم (الإنجليزية)
- ريمون أوتشوا في قاعدة بيانات الأفلام على الإنترنت